# 10431 Pottasch
10431 Pottasch este un asteroid din centura principală de asteroizi.

## Descriere
10431 Pottasch este un asteroid din centura principală de asteroizi. A fost descoperit pe 24 septembrie 1960 la Observatorul Palomar de Cornelis Johannes van Houten, Ingrid van Houten-Groeneveld și Tom Gehrels. Asteroidul prezintă o orbită caracterizată de o semiaxă mare de 2,76 ua, o excentricitate de 0,20 și o înclinație de 4,9° în raport cu ecliptica.